# Œdipe et le Sphinx d'après Ingres
 (mars 2015).
Si vous disposez d'ouvrages ou d'articles de référence ou si vous connaissez des sites web de qualité traitant du thème abordé ici, merci de compléter l'article en donnant les références utiles à sa vérifiabilité et en les liant à la section « Notes et références ».
Œdipe et le Sphinx d'après Ingres est une huile sur toile de Francis Bacon datant de 1984. Ce tableau de 198 par 147,5 cm est conservé au Musée Berardo, à Lisbonne.

## Description
À droite du tableau, le sphinx apparaît sur un piédestal, son visage est androgyne. Œdipe, comme chez Ingres, a une jambe surélevée. Son pied, blessé et bandé, est entouré d'un anneau bleu. II porte des habits sportifs. La scène s'inscrit dans une pièce aux murs roses, sans respect de la perspective. Un autre cercle entoure les parties génitales d'Œdipe. À l'arrière-plan, derrière une porte, apparaît une tache rougeâtre désignée par une flèche. L'ensemble oscille entre figuratif et surréaliste.

## Signification
Au-delà du personnage mythologique, le pied ensanglanté rappelle les rapports douloureux de l'artiste avec son père en raison de son homosexualité. Le cercle de droite souligne encore son orientation sexuelle. La tache abstraite derrière la porte est peut-être une référence à l'espace peu net du tableau d'Ingres (en haut à droite de ce dernier). Ce tableau pourrait donc évoquer un aspect de la vie de son auteur.